# Reichsgau Wartheland

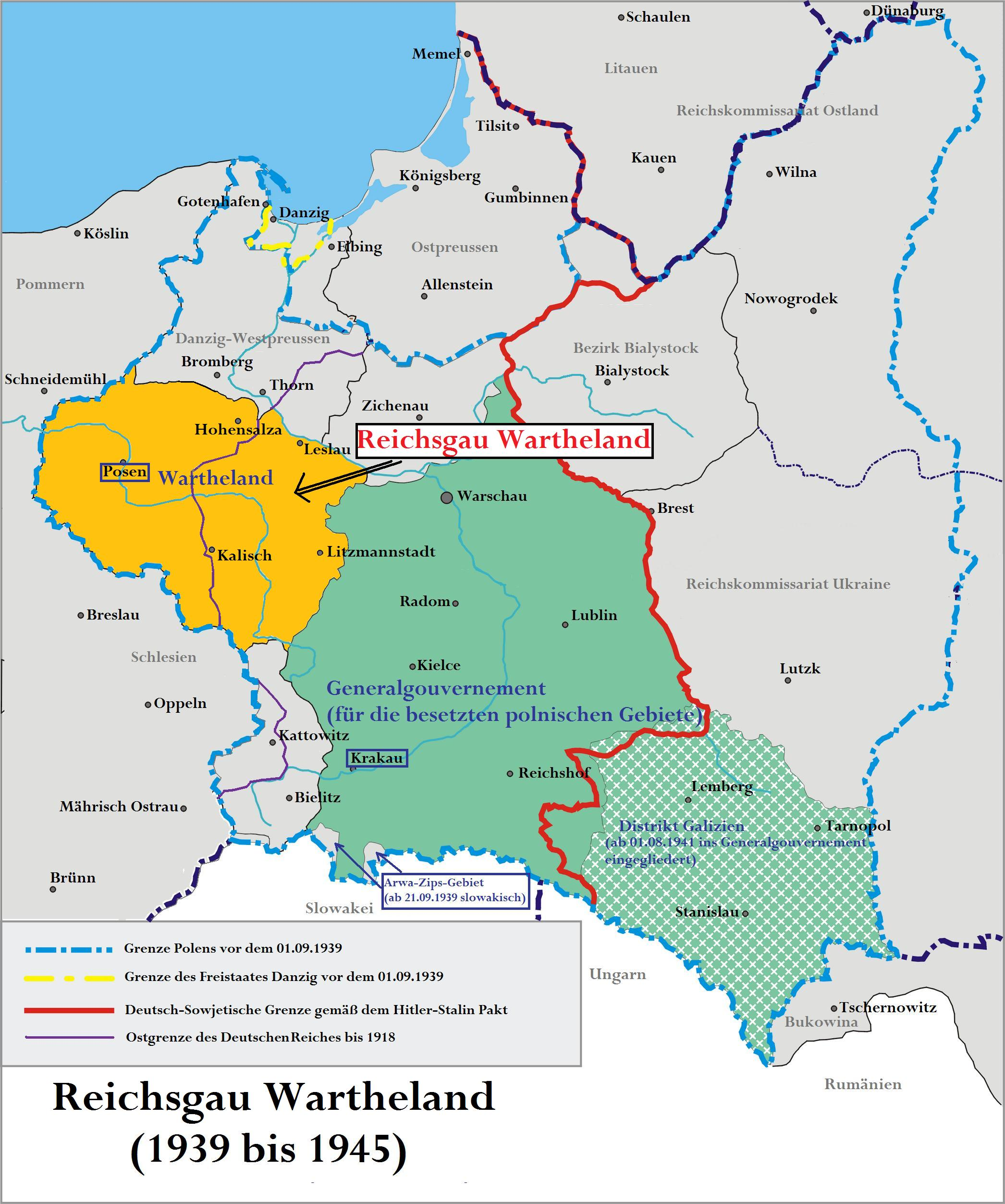
Karta över Polen efter tyskarnas övertagande. Den streckade blå linjen markerar Polens gräns 1939; Reichsgau Wartheland är markerat med gult och Generalguvernementet med grönt. Den röda linjen är den gräns mellan Tyskland och Sovjet som fastlades i Molotov–Ribbentrop-pakten 1939.

Reichsgau Wartheland (polska: Okręg Rzeszy Kraj Warty), initialt benämnt Reichsgau Posen (polska: Okręg Rzeszy Poznań) och även kallat Warthegau (polska: Okręg Warcki), var 1939–1945 namnet på det av Nazityskland annekterade västra Polen. Det uppkallades efter floden Warta och bestod av tre regeringsdistrikt: Posen (det tyska namnet för Poznań), Hohensalza (Inowrocław) och Litzmannstadt (Łódź).

## Styre
Reichsgau Wartheland blev en del av Tyska riket. Detta var till skillnad från den ockuperade östra delen, Generalguvernementet, som med egen tysk administration bibehöll viss självständighet i förhållande till Tyska riket. 
Adolf Hitlers intention var att i Wartheland helt utplåna alla spår av den polska kulturen. Riksståthållaren i Wartheland, Gauleiter Arthur Greiser, fick vittgående fullmakter som gjorde honom nästan oberoende av den övriga riksförvaltningen. Därigenom hade NSDAP och SS närmast fria händer för en rigorös  förtysknings- och avpoloniserings-politik med barbariska förtryckarmetoder.